# Мухарем Бектеши
Мухарем Бектеши (Косовска Митровица, 7. фебруар 1919 — Тирана, 25. април 1944), учесник Народноослободилачке борбе и народни херој Југославије.

## Биографија
Рођен је 7. фебруара 1919. године у Косовској Митровици.
Пре Другог светског рата је био ученик машинског одсека Занатске школе.
Члан Комунистичке партије Југославије (КПЈ) је од 1941. године.
Учесник Народноослободилачке борбе је од 1941. године.
Деловао је као илегалац, најпре у Косовској Митровици, а потом у Призрену. Ухапшен је 1943. године, са још четворицом другова, на путу од Ораховца ка Ђаковици.
Убијен је 25. априла 1944. године у затвору у Тирани.
Указом Президијума Народне скупштине Федеративне Народне Републике Југославије, 7. јула 1952. године, проглашен је за народног хероја.